# Le Boullay-Thierry
Pour les articles homonymes, voir Le Boullay.
Le Boullay-Thierry est une commune française située dans le département d'Eure-et-Loir en région Centre-Val de Loire.

## Géographie

### Situation

Situation géographique
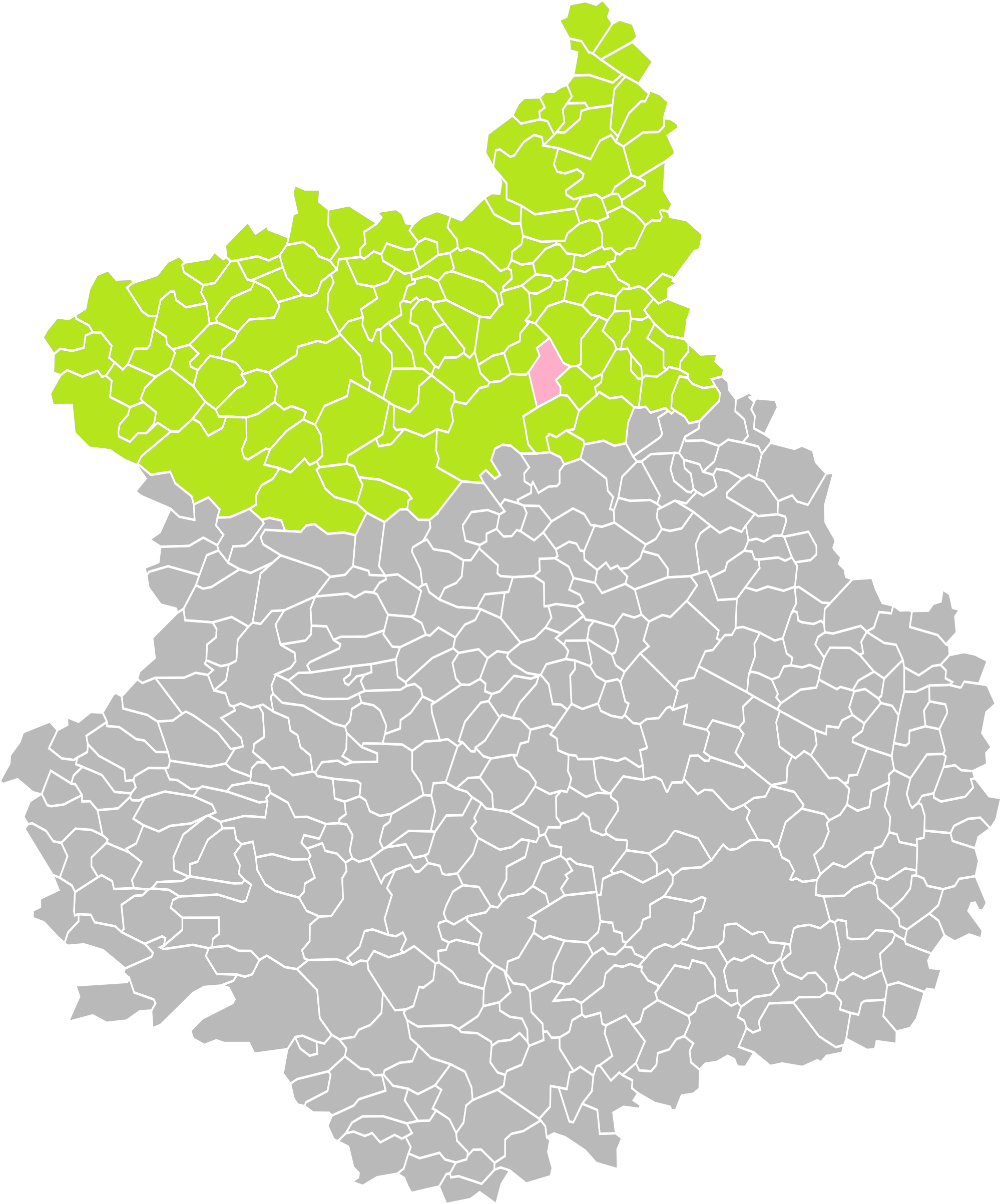
Le Boullay-Thierry dans son arrondissement.
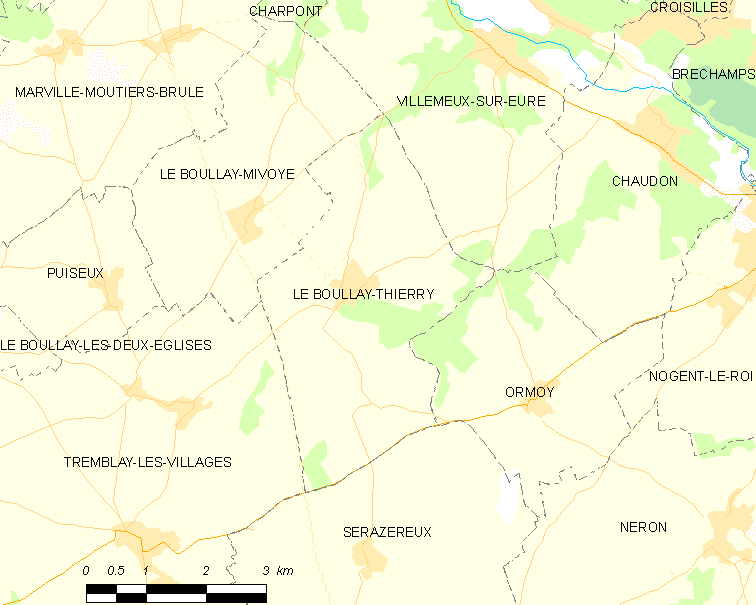
Carte de la commune du Boullay-Thierry.

### Communes limitrophes
| Le Boullay-Mivoye     | Villemeux-sur-Eure | Villemeux-sur-Eure |
| Le Boullay-Mivoye     | du Boullay-Thierry | Ormoy              |
| Tremblay-les-Villages | Serazereux         | Serazereux         |

### Lieux-dits et écarts
- Minières.

### Climat
Pour des articles plus généraux, voir Climat du Centre-Val de Loire et Climat d'Eure-et-Loir.
En 2010, le climat de la commune est de type climat océanique dégradé des plaines du Centre et du Nord, selon une étude du CNRS s'appuyant sur une série de données couvrant la période 1971-2000. En 2020, Météo-France publie une typologie des climats de la France métropolitaine dans laquelle la commune est dans une zone de transition entre le climat océanique et le climat océanique altéré et est dans la région climatique  Sud-ouest du bassin Parisien, caractérisée par une faible pluviométrie, notamment au printemps (120 à 150 mm) et un hiver froid (3,5 °C). 
Pour la période 1971-2000, la température annuelle moyenne est de 10,5 °C, avec une amplitude thermique annuelle de 14,7 °C. Le cumul annuel moyen de précipitations est de 640 mm, avec 10,7 jours de précipitations en janvier et 7,8 jours en juillet. Pour la période 1991-2020, la température moyenne annuelle observée sur la station météorologique de Météo-France la plus proche, « Marville_sapc », sur la commune de Marville-Moutiers-Brûlé à 5 km à vol d'oiseau, est de 11,1 °C et le cumul annuel moyen de précipitations est de 571,8 mm,. Pour l'avenir, les paramètres climatiques de la commune estimés pour 2050 selon différents scénarios d'émission de gaz à effet de serre sont consultables sur un site dédié publié par Météo-France en novembre 2022.

## Urbanisme

### Typologie
Au 1er janvier 2024, Le Boullay-Thierry est catégorisée commune rurale à habitat dispersé, selon la nouvelle grille communale de densité à 7 niveaux définie par l'Insee en 2022.
Elle est située hors unité urbaine. Par ailleurs la commune fait partie de l'aire d'attraction de Paris, dont elle est une commune de la couronne,. 

### Occupation des sols
L'occupation des sols de la commune, telle qu'elle ressort de la base de données européenne d’occupation biophysique des sols Corine Land Cover (CLC), est marquée par l'importance des territoires agricoles (85,5 % en 2018), une proportion sensiblement équivalente à celle de 1990 (85,7 %). La répartition détaillée en 2018 est la suivante : 
terres arables (85,5 %), forêts (11,7 %), zones urbanisées (2,6 %), zones industrielles ou commerciales et réseaux de communication (0,1 %). L'évolution de l’occupation des sols de la commune et de ses infrastructures peut être observée sur les différentes représentations cartographiques du territoire : la carte de Cassini (XVIIIe siècle), la carte d'état-major (1820-1866) et les cartes ou photos aériennes de l'IGN pour la période actuelle (1950 à aujourd'hui).

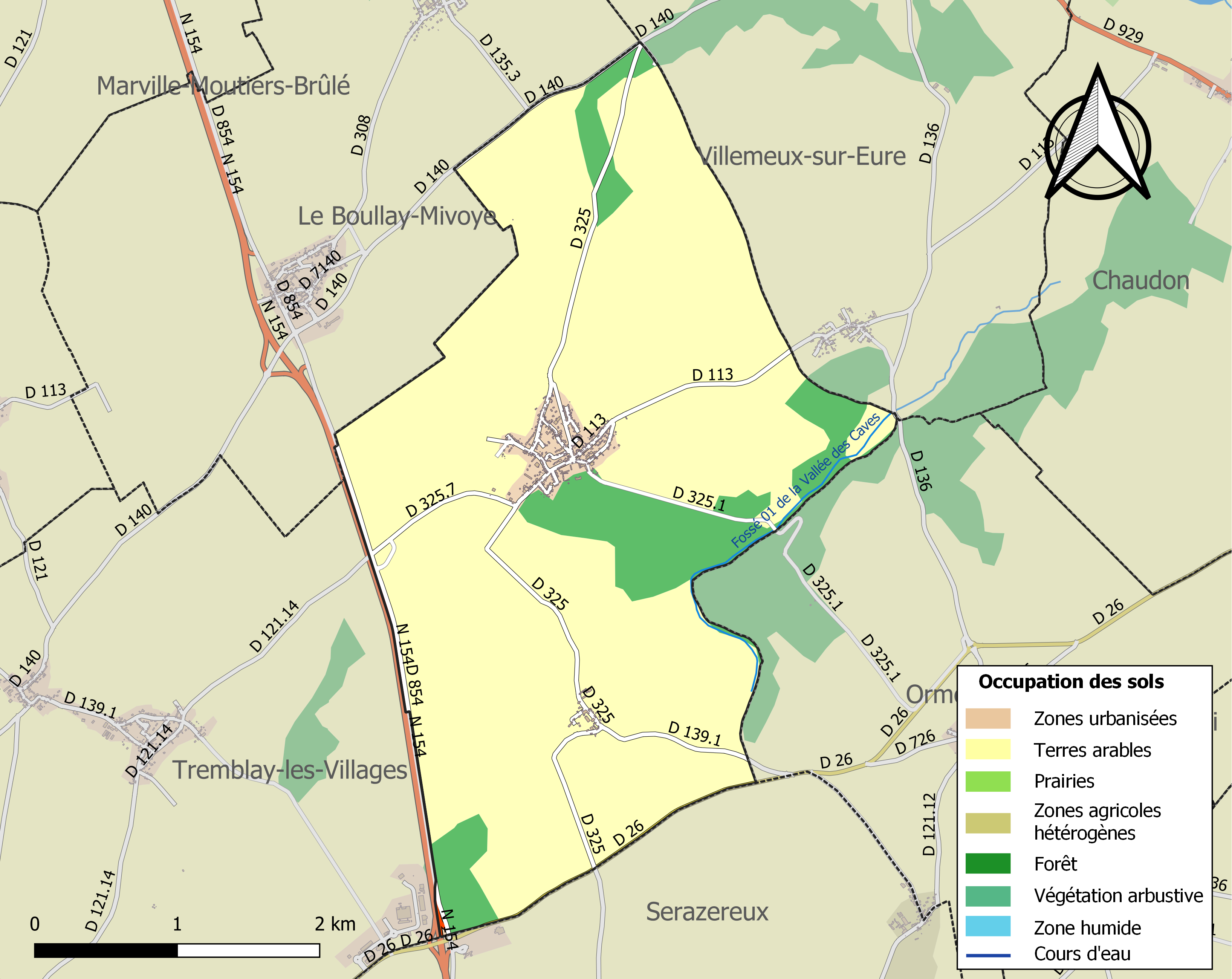
Carte des infrastructures et de l'occupation des sols de la commune en 2018 (CLC).

### Risques majeurs
Le territoire de la commune duBoullay-Thierry est vulnérable à différents aléas naturels : météorologiques (tempête, orage, neige, grand froid, canicule ou sécheresse), inondations, mouvements de terrains et séisme (sismicité très faible). Il est également exposé à un risque technologique, le transport de matières dangereuses. Un site publié par le BRGM permet d'évaluer simplement et rapidement les risques d'un bien localisé soit par son adresse soit par le numéro de sa parcelle.

#### Risques naturels
Certaines parties du territoire communal sont susceptibles d’être affectées par le risque d’inondation par débordement de cours d'eau, notamment La commune a été reconnue en état de catastrophe naturelle au titre des dommages causés par les inondations et coulées de boue survenues en 1999,.

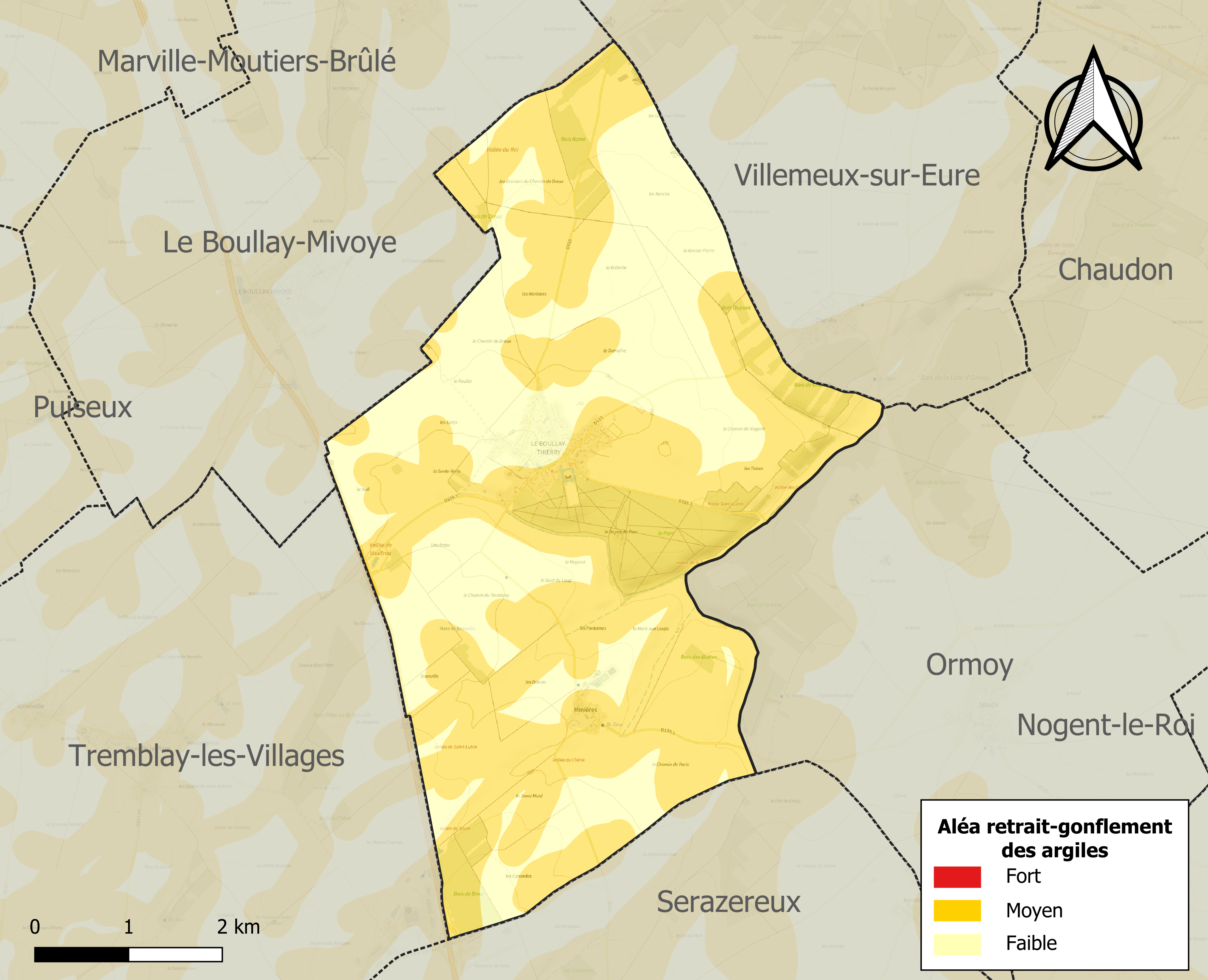
Carte des zones d'aléa retrait-gonflement des sols argileux duBoullay-Thierry.

Les mouvements de terrains susceptibles de se produire sur la commune sont des affaissements et effondrements liés aux cavités souterraines. L'inventaire national des cavités souterraines permet de localiser celles situées sur la commune.
Le retrait-gonflement des sols argileux est susceptible d'engendrer des dommages importants aux bâtiments en cas d’alternance de périodes de sécheresse et de pluie. 62,6 % de la superficie communale est en aléa moyen ou fort (52,8 % au niveau départemental et 48,5 % au niveau national). Sur les 232 bâtiments dénombrés sur la commune en 2019, 116 sont en aléa moyen ou fort, soit 50 %, à comparer aux 70 % au niveau départemental et 54 % au niveau national. Une cartographie de l'exposition du territoire national au retrait gonflement des sols argileux est disponible sur le site du BRGM,.
Concernant les mouvements de terrains, la commune a été reconnue en état de catastrophe naturelle au titre des dommages causés par des mouvements de terrain en 1999.

#### Risques technologiques
Le risque de transport de matières dangereuses sur la commune est lié à sa traversée par des infrastructures routières ou ferroviaires importantes ou la présence d'une canalisation de transport d'hydrocarbures. Un accident se produisant sur de telles infrastructures est en effet susceptible d’avoir des effets graves au bâti ou aux personnes jusqu’à 350 m, selon la nature du matériau transporté. Des dispositions d’urbanisme peuvent être préconisées en conséquence.

## Toponymie
Le nom de la localité est attesté sous les formes Booletum Terrici en 1196 (charte de la lépr. du Grand-Beaulieu), Boletum Terrici 1223 (charte de l’abb. de Coulombs), Bolleium Terrici en 1272, le Bouloy Tierri en 1282 (cartulaire des Vaux-de-Cernay), Bouletum Terrici en 1300 (polypt. de Chartres), Booletum Tyerrium en 1336, le Boullay Tyerry en 1410 (charte du chap. de Chartres), Boullay la Société en 1793.
Boullay de l'ancien français boul « bouleau » suivi du suffixe d'ancien français -ay  servant à désigner un ensemble d'arbre appartenant à la même espèce, d'où le sens global de « lieu planté de bouleaux ».
Le Boullay-Thierry tire son nom d'un seigneur du nom de Thierry. Au commencement du XIIe siècle, on trouve déjà le nom de Boullay-Thierry, ce seigneur, possesseur de ladite terre du Boullay, a donc vécu avant cette époque[réf. nécessaire].

## Histoire

### Les seigneurs
La plus ancienne famille connue ayant possédé le Boullay-Thierry est la famille du Boulay ou du Boullay-Thierry qui tire son nom de la terre même dont elle jouissait. La plupart des nobles n'étaient connus que par le nom de leurs terres et ce nom est devenu leur patronyme.
Vers 1220, le roi Philippe-Auguste fait dresser le ban et l'arrière ban des nobles qui dépendaient de la châtellenie de Nogent-le-Roi, le seigneur du Boullay-Thierry est alors Hugues du Boulay (en latin Hugo de Booleio). À sa suite, à la fin du XIIIe siècle, on trouve Hue du Boulay, époux de Marguerite de Pacy, fille de Robert de Pacy, dit d'Étampes, panetier de Louis IX (Saint-Louis) ; puis, en 1320, son fils Jehan du Boulay-Thierry, à la suite duquel on trouve Hue du Boulay, Chambellan de Charles VI, époux de Marguerite de Trie, mort le 3 octobre 1392. Celui-ci n'avait pas eu d'enfant légitime, c'est sa femme qui hérite de ses biens. Il eut toutefois un fils adultérin avec Alix de Mareuil : Jean du Boulay, dit Sanglier.
Marguerite de Trie, veuve d'Hue du Boulay, se remarie en 1396 avec Hervé de Coich, chevalier, chambellan du roi et du dauphin Charles et seigneur de la Grange. À sa mort, probablement en 1418, son frère Jacques de Trie, un des plus riches seigneurs de son temps, hérite de ses biens. À la mort de celui-ci, le 5 octobre 1432, c'est son fils Philippe de Trie, époux de Jeanne de Havart, qui lui succède. N'ayant pas eu d'enfants, Philippe de Trie, décédé le 23 août 1487, lègue la seigneurie du Boullay-Thierry à sa sœur Jeanne de Trie, alors veuve de Martin Pillavoine, seigneur de Jeufosse. Son fils Guillaume I de Pillavoine hérite de la seigneurie en 1489, il meurt en 1508 et c'est son fils Guillaume II de Pillavoine qui lui succède. Celui-ci étant mort sans enfants, c'est son neveu Quentin de Pillavoine, époux en 1555 d'Antoinette de Marolles, qui hérite de la seigneurie du Boullay-Thierry. Celui-ci meurt en 1569 lors de la Bataille de Jarnac laissant une fille unique, Anne de Pillavoine, mariée en 1584 avec Richard de Morteaux, sieur de Vigny, Boisgerome, Serazereux, Fadainville et Marville-Moutiers-Brûlé, avec lequel elle eut quatre enfants.
La seigneurie du Boullay-Thierry est vendue à Jacques Favier, un chapelier ayant fait fortune comme marchand à Calais, s'occupant de la fourniture des armées, il achète la charge de commissaire des guerres, puis devient Gentilhomme de la chambre du Roi et conseiller d'État. Peu de temps après avoir acheté la terre du Boullay-Thierry, il en fait hommage le 8 mars 1618 à la châtellenie de Nogent-le-Roy. Il a acquis les terres et seigneuries du Boullay-Thierry, du Boullay-Mivoie, Fouville, le Mesnil-Ponceaux et le fief de la vicomté de Nogent-le-Roi. Marié le 17 janvier 1572 avec Madeleine Lambert et remarié en janvier 1592 avec Anne de Baynast, Jacques I Favier meurt avant 1622.
C'est son fils, issu de son second mariage, Jacques II Favier qui hérite de la seigneurie du Boullay-Thierry. Conseiller au Parlement de Paris, maître des requêtes de l'hôtel, intendant de la généralité d'Alençon, Jacques II Favier fait construire le château du Boullay-Thierry. Marié en 1637 avec Anne Vallée, il meurt le 6 février 1671 et est enterré dans l'église du Boullay-Thierry où sa tombe, une grande dalle dans le chœur, est toujours présente.
C'est sa fille Marie Louise Angélique Elisabeth Favier (décédée en septembre 1732 au château du Boullay-Thierry) qui hérite de la seigneurie du Boullay-Thierry, elle se marie en 1671 avec Denis Talon (1626-1698) fils d'Omer Talon (1595-1652) avec lequel elle a un seul fils : Omer Talon, né à Paris le 25 février 1676, qui prend le titre de marquis du Boullay et du Tremblay-le-Vicomte. Celui-ci est capitaine de cavalerie, puis colonel du régiment d'Orléanais en 1700 ; marié le 4 février 1700 avec Marie-Louise Molé, fille de Louis Molé, Président à mortier au Parlement de Paris, il meurt de la petite vérole à Paris le 10 juillet 1709.
C'est son fils aîné Louis Denis Talon (1701-1744) qui lui succède. Marquis du Boulay, conseiller au Parlement de Paris (1721), avocat général (1724) et président à mortier (1731), Louis Denis Talon se marie le 6 avril 1724 avec Françoise-Madeleine Chauvelin, fille de Louis Chauvelin, conseiller et grand trésorier du roi. Dans un acte de 1762, son épouse est ainsi qualifiée : "Très haute et très puissante Dame Madame Françoise Madeleine Chauvelin, veuve de très haut et très puissant seigneur Monseigneur Louis Denis Talon, chevalier, conseiller du Roy en tous ses conseils, Président de son Parlement, Dame du Boulay-Thierry, Mignières, Boulay-Mivoie, Fonville, Vicomtesse héréditaire du Tremblay-le-Vicomte, Dame de Champigny, la Villeneuve d'Ardelles, la Houssaie et autres lieux.".
Lui succède Jean Baptiste Talon (décédé en 1772), époux de Marie Charlotte Radix, auquel succède son fils Antoine Omer Talon (1760-1811) auquel Françoise Madeleine Chauvelin, veuve de Louis Denis Talon, a légué le domaine du Boullay-Thierry par testament en date du 12 mai 1768. Antoine Omer Talon est conseiller du roi en son conseil de Paris, avocat audit siège, et parrain, le 10 mai 1778, de la cloche de l'église du Boullay-Thierry. Marié avec Jeanne Agnès Gabrielle de Pestre, en 1789 il est nommé suppléant à la députation aux États-Généraux pour le bailliage de Chartres et siège à l'Assemblée constituante de 1789 en remplacement Charles-Philippe-Simon de Montboissier-Beaufort-Canillac, démissionnaire.
Antoine Omer Talon est le père de Zoé Talon, née le 25 août 1785 au Boullay-Thierry, décédée à Saint-Ouen (Seine-Saint-Denis) le 19 mars 1852, dernière favorite, amie et confidente du roi Louis XVIII.
Le 4 septembre 1792, suivant acte reçu par Maître Charpentier, notaire à Paris, Antoine Omer Talon vend le domaine du Boullay-Thierry à Alexandre-François de La Rochefoucauld, époux d'Adélaïde Françoise Pyvart Chastulé.

### La Révolution française
Pendant la Révolution française, la commune porta provisoirement le nom de Boullay-la-Société.

### Le Consulat
20 mars 1801 : "Bonaparte, premier consul de la République, sur la présentation du ministre de l'intérieur, arrête : le citoyen Anne-Marie-Louis Devougny-Boquestan, propriétaire, maire du Boulay-Thierry, membre du premier arrondissement du département d'Eure-et-Loir, est nommé membre du conseil général dudit département, en remplacement du citoyen Siker, démissionnaire. Signé Bonaparte. Pas le premier Consul, le secrétaire-d'état, signé Hugues N. Maret."

### La guerre de 1870
Le Boullay-Thierry est envahi par les Prussiens le 25 octobre 1870 qui le quittent le 13 mars 1871.

## Politique et administration

### Liste des maires
| Période                                  | Période  | Identité                          | Étiquette | Qualité                                   |
| ---------------------------------------- | -------- | --------------------------------- | --------- | ----------------------------------------- |
| Les données manquantes sont à compléter. |          |                                   |           |                                           |
| 1800                                     | 1845     | Louis de Vougny de Boquestant     |           |                                           |
| 1845                                     | ?        | Hippolyte de Vougny de Boquestant |           |                                           |
| 1919                                     | 1922     | Désiré Havard                     |           |                                           |
| 1922                                     | ?        | Prevet                            |           |                                           |
| 1945                                     | 1956     | Joseph Polvèche                   |           |                                           |
| 1956                                     | ?        | Raoul Doublet                     |           |                                           |
| 1977                                     | ?        | Henri Lefort                      |           |                                           |
| 2001                                     | 2014     | Jean-Luc Doublet                  |           |                                           |
| mars 2014                                | En cours | Frédéric Giroux,                  |           | Ingénieur ou cadre technique d'entreprise |

## Population et société

### Démographie
L'évolution du nombre d'habitants est connue à travers les recensements de la population effectués dans la commune depuis 1793. Pour les communes de moins de 10 000 habitants, une enquête de recensement portant sur toute la population est réalisée tous les cinq ans, les populations de référence des années intermédiaires étant quant à elles estimées par interpolation ou extrapolation. Pour la commune, le premier recensement exhaustif entrant dans le cadre du nouveau dispositif a été réalisé en 2005.

En 2022, la commune comptait 585 habitants, en évolution de +5,22 % par rapport à 2016 (Eure-et-Loir : −0,23 %, France hors Mayotte : +2,11 %).
| 1793 | 1800 | 1806 | 1821 | 1831 | 1836 | 1841 | 1846 | 1851 |
| ---- | ---- | ---- | ---- | ---- | ---- | ---- | ---- | ---- |
| 686  | 685  | 695  | 611  | 537  | 488  | 472  | 477  | 453  |

| 1856 | 1861 | 1866 | 1872 | 1876 | 1881 | 1886 | 1891 | 1896 |
| ---- | ---- | ---- | ---- | ---- | ---- | ---- | ---- | ---- |
| 436  | 417  | 381  | 361  | 353  | 344  | 366  | 352  | 331  |

| 1901 | 1906 | 1911 | 1921 | 1926 | 1931 | 1936 | 1946 | 1954 |
| ---- | ---- | ---- | ---- | ---- | ---- | ---- | ---- | ---- |
| 329  | 307  | 321  | 306  | 305  | 293  | 294  | 257  | 236  |

| 1962 | 1968 | 1975 | 1982 | 1990 | 1999 | 2005 | 2006 | 2010 |
| ---- | ---- | ---- | ---- | ---- | ---- | ---- | ---- | ---- |
| 240  | 234  | 282  | 324  | 348  | 483  | 531  | 526  | 573  |

| 2015 | 2020 | 2022 | - | - | - | - | - | - |
| ---- | ---- | ---- | - | - | - | - | - | - |
| 560  | 563  | 585  | - | - | - | - | - | - |

## Économie

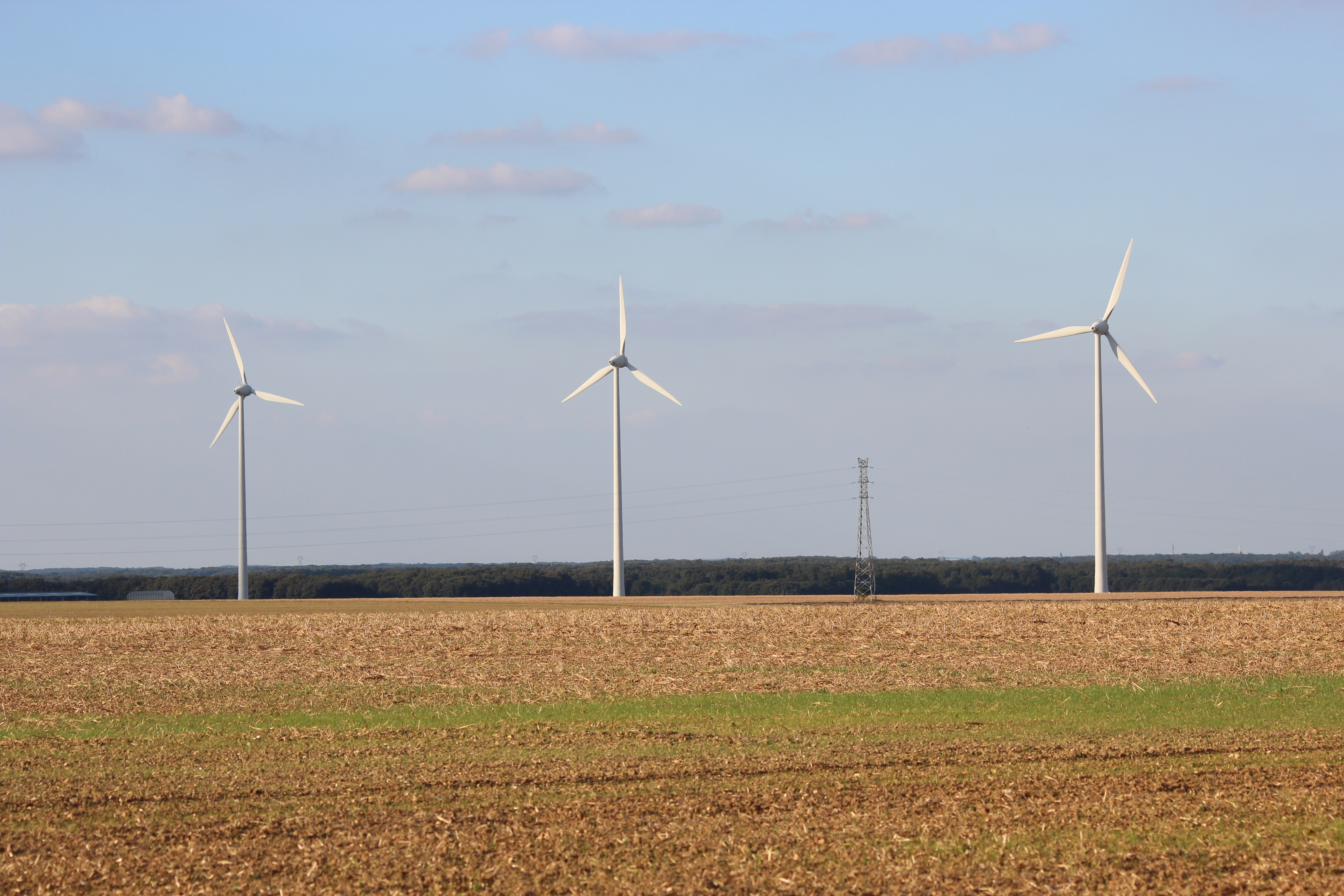
Éoliennes du Boullay-Thierry.

### Parc éolien du chemin de Tuleras
En novembre 2006 a été mis en service par Enertrag un parc de six éoliennes Enercon E66/2000 d'une puissance de 2 MW chacune, trois sur la commune de Villemeux-sur-Eure et trois sur la commune du Boullay-Thierry, développant une puissance totale de 12 MW.

## Culture locale et patrimoine

### Lieux et monuments

#### Église Saint-Lubin
L'église Saint-Lubin du Boullay-Thierry date des XIIIe et XVe siècles,  Inscrit MH (2007).

Église Saint-Lubin
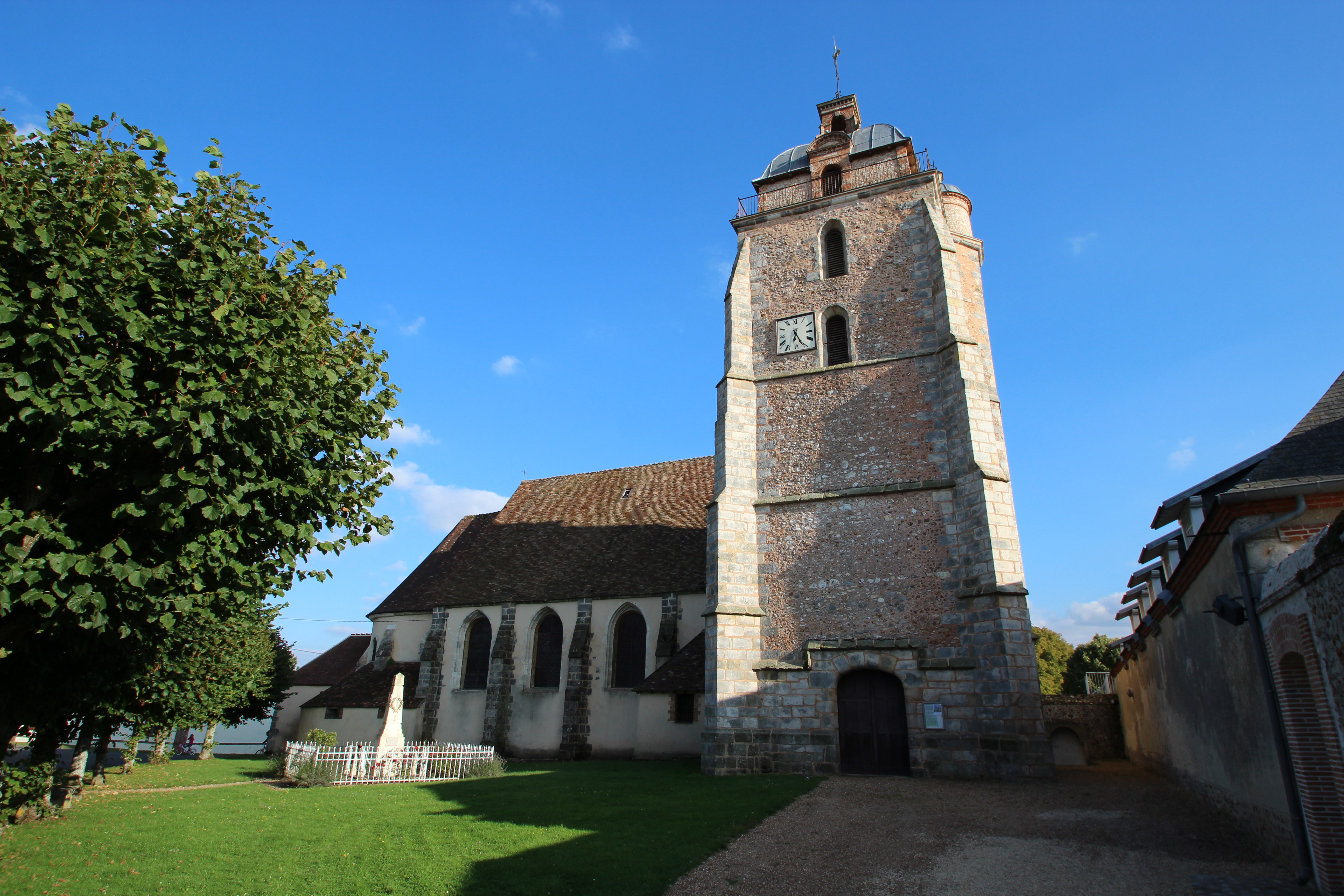
Vue générale.
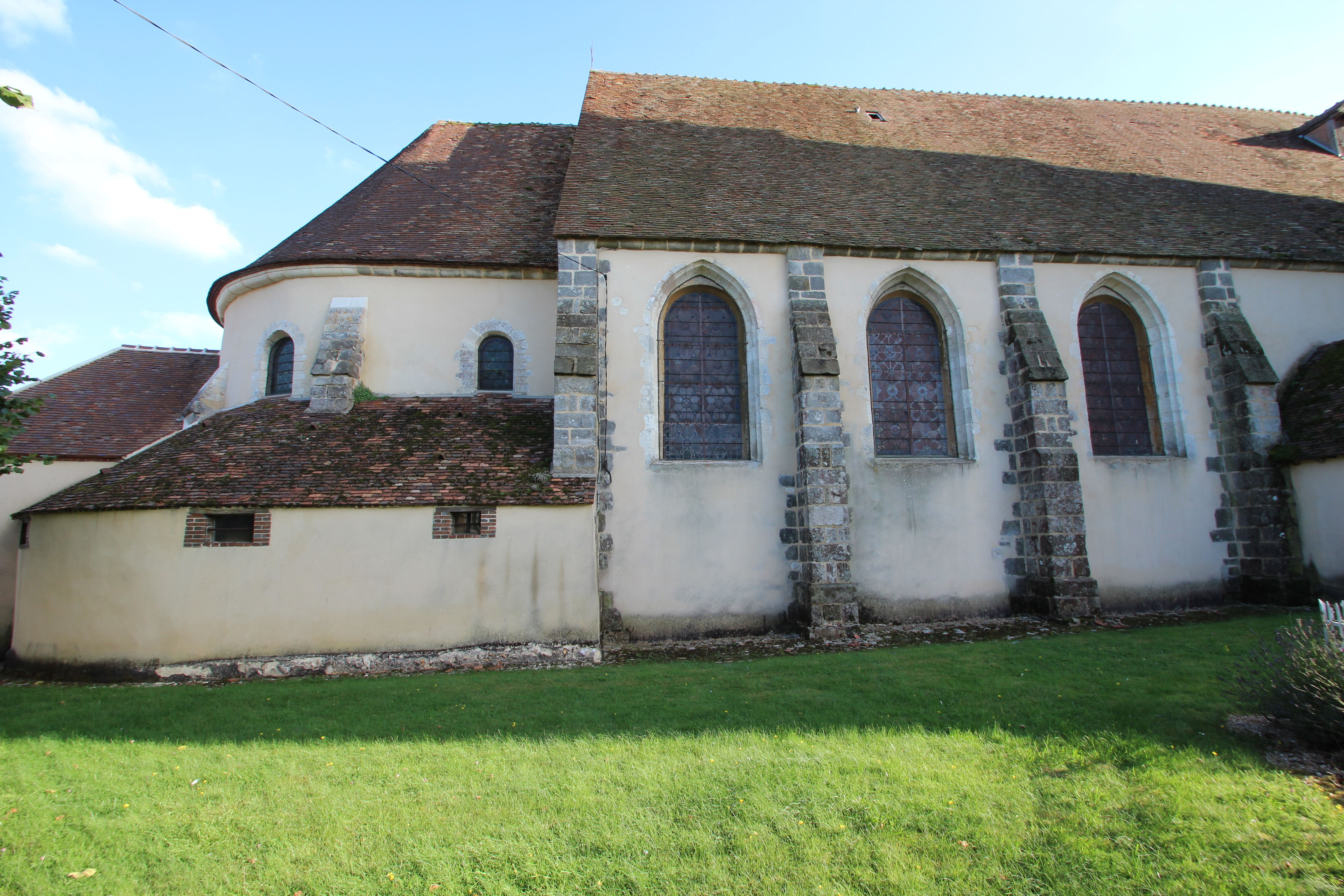
Mur nord, chevet et couloir de la sacristie.
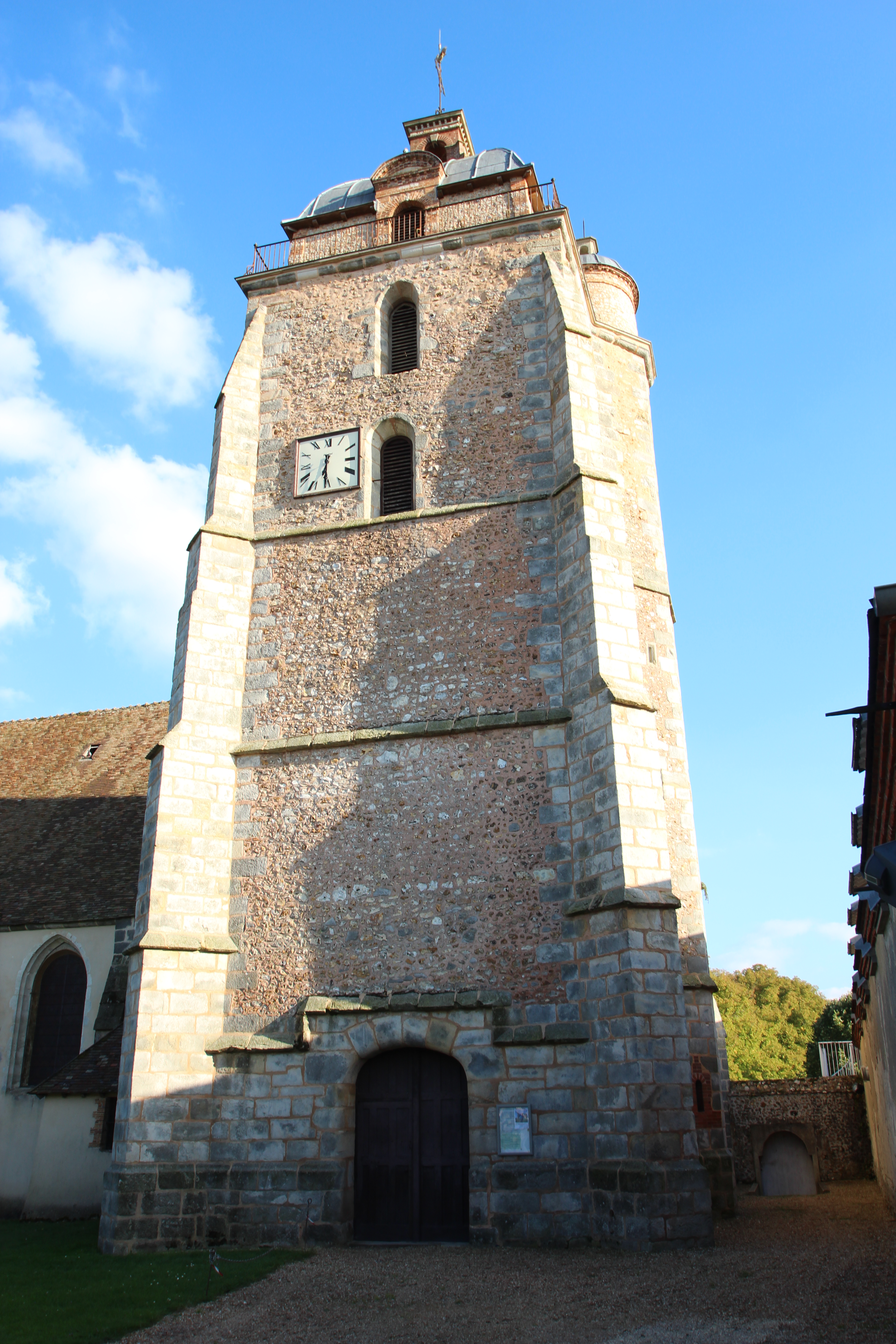
La tour.
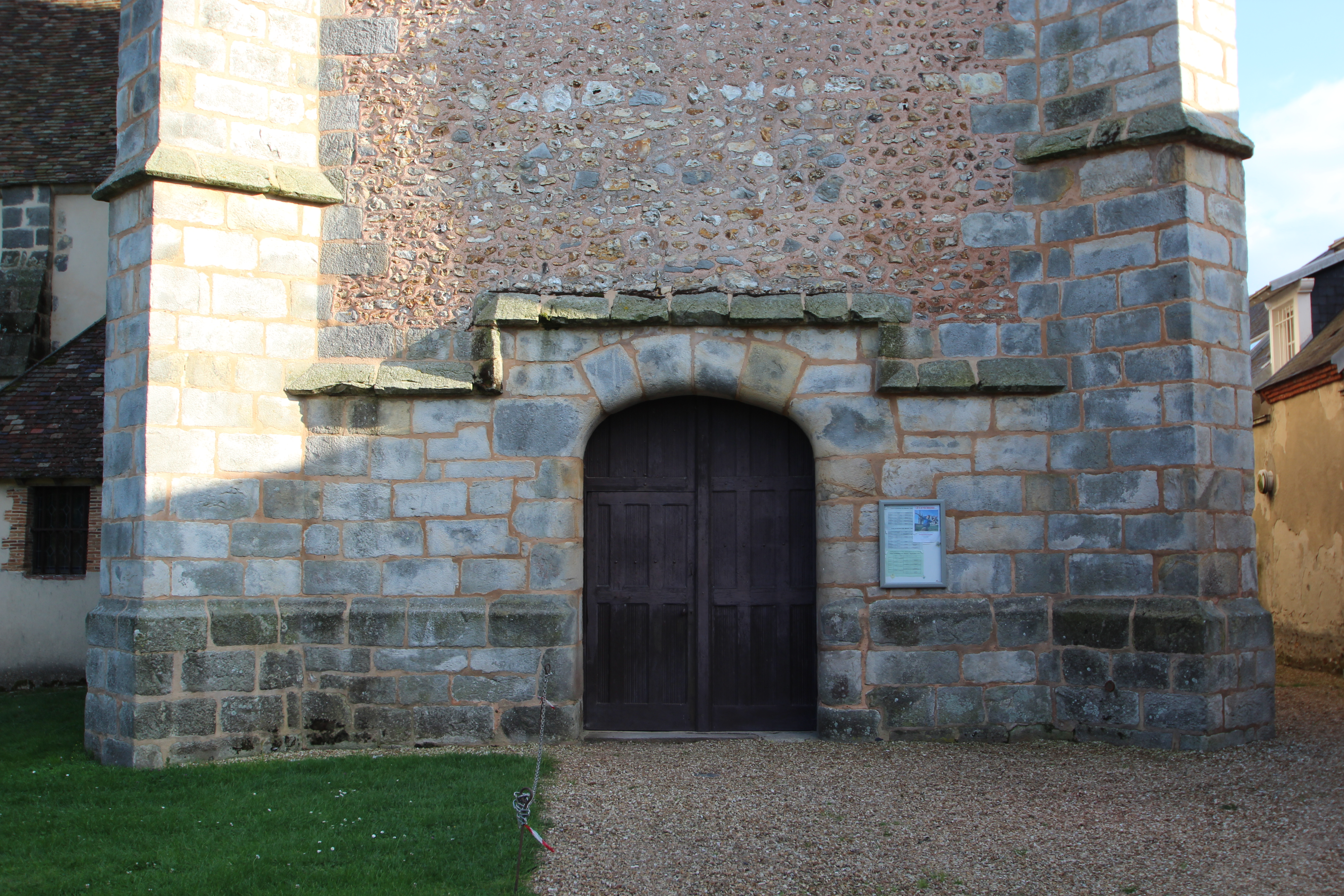
Portail d'entrée de la tour.
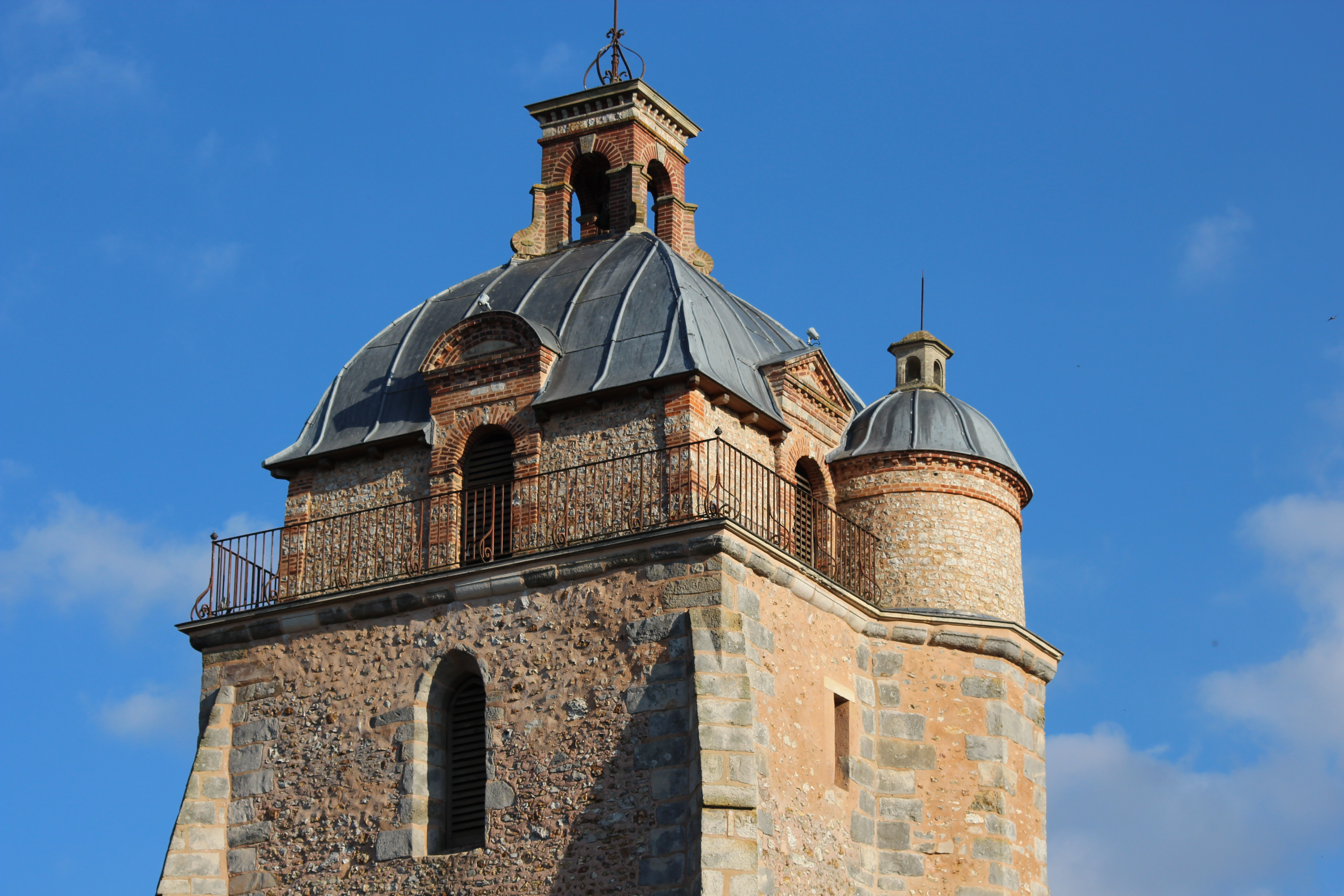
Sommet de la tour avec la galerie et l'escalier circulaire d'accès.

#### Château du Boullay-Thierry
Le château du Boullay-Thierry date des XVIIe et XVIIIe siècles,  Inscrit MH (2007).

##### Famille Talon

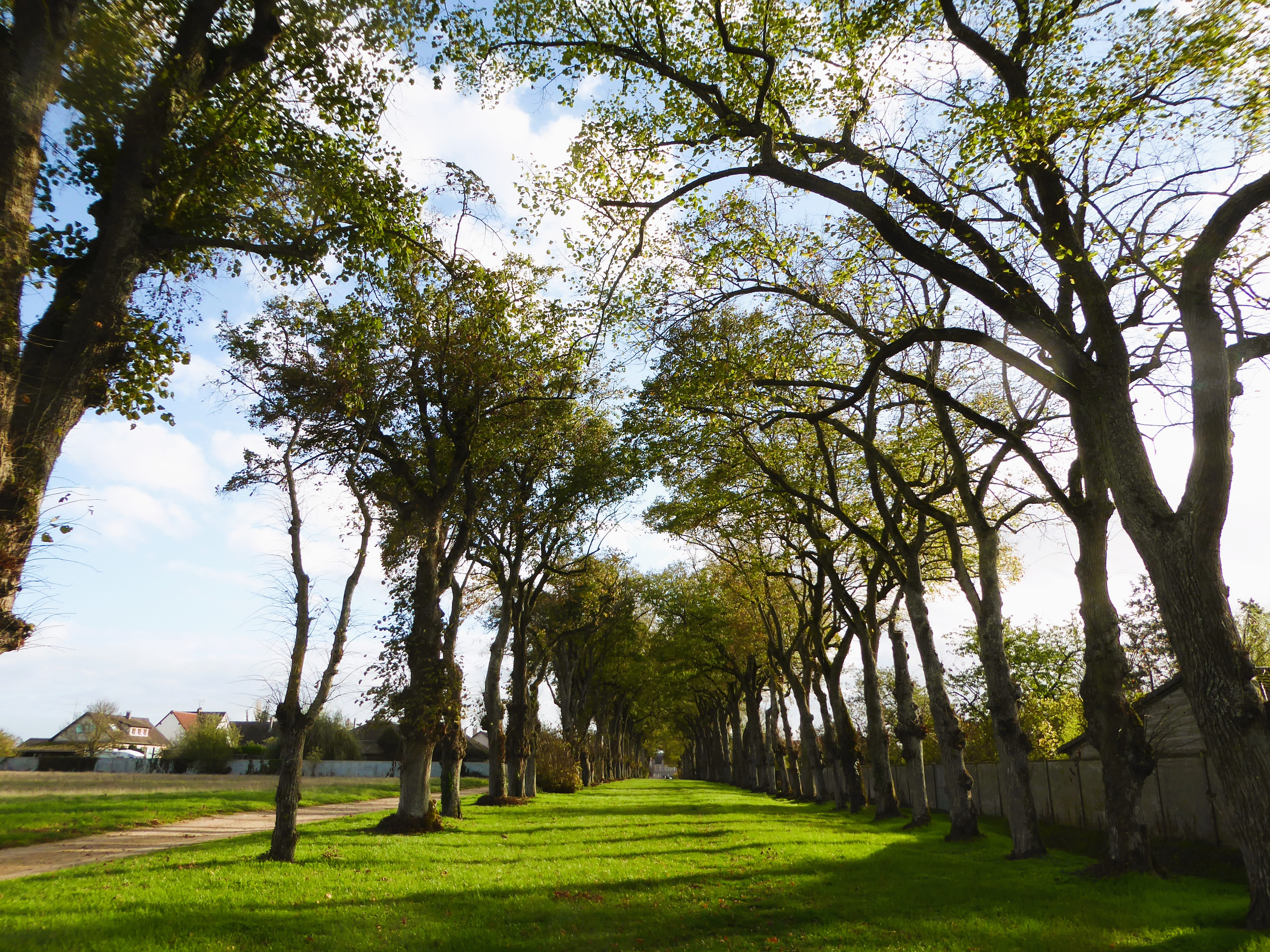
L'allée des 178 tilleuls, plantés en 1741, menant au château.

Le château appartient pendant plusieurs générations à la famille Talon.
En 1741, Louis-Denis Talon, héritier d’une famille de magistrats décide de créer une allée permettant la traversée du village et l’accès direct au château. À l’origine, cet alignement remarquable comportait 250 tilleuls et se prolongeait jusqu’à la grille d’honneur du château. Il en reste encore aujourd'hui 178, leur hauteur moyenne étant de 21 m pour une circonférence de 1,70 m,.

##### Période révolutionnaire
Le château est vendu successivement :
- par Antoine Omer Talon à Alexandre François de la Rochefoucault, époux d'Adélaïde Françoise Pyvart Chastulé, suivant acte reçu par Maître Charpentier, notaire à Paris, le 4 septembre 1792 ;
- par Alexandre François de la Rochefoucault et son épouse à Antoine Roy, le 28 décembre 1793 ;
- par Antoine Roy à Étienne Feuillant, suivant acte reçu par Maître Charpentier, notaire à Paris, le 6 février 1795 ;
- par Étienne Feuillant à Jean Baptiste André Pochet, suivant acte reçu par Maître Raguideau, notaire à Paris, le 26 avril 1795.

##### XIXesiècle
Au décès de Jean Baptiste André Pochet (1738-1802), sa fille Constance Marie Thérèse Pochet (1769-1829) en hérite, elle est mariée avec Anne Marie Louis de Vougny de Boquestant (1758-1847), chevalier de Saint-Louis, capitaine de dragons du régiment de Languedoc, maire du Boullay-Thierry pendant 45 ans, membre du conseil général d'Eure-et-Loir pendant 27 ans, il meurt au château du Boullay-Thierry le 12 juin 1847 à 89 ans.
C'est leur fils Anne Marie Hippolyte de Vougny de Boquestant (1791-1865), époux en 1822 d'Aimée Charlotte Robert de Saint-Vincent (1800-1831) qui hérite du château du Boullay-Thierry, ses 148 hectares de terre en labour et bois, composent sa dotation en majorat, acceptée par le garde des Sceaux, ministre de la Justice, le 17 décembre 1818.
Puis c'est la fille de ces derniers Louise Marie de Vougny de Boquestant, née le 2 août 1831 au château du Boullay-Thierry où elle est morte le 14 décembre 1915, mariée le 11 avril 1849 à Paris 10e arrondissement avec Emmanuel Pourroy de Quinsonnas (1818-1901) qui en hérita, puis leur fils Fernand Pourray de Quinsonnas, né en 1852, marié avec Gabrielle Marguerite Marie Geisler, puis leur unique fils Pierre Marie Albin Octavien Pourroy de l'Auberivière, comte de Quinsonnas, né le 10 août 1886 à Paris.
Le 13 décembre 1909, Pierre de Quinsonnas avait été condamné par le conseil de guerre du Mans à un mois de prison pour désertion.
Pilote aviateur, il devait se marier le 28 juillet 1917 avec la fille du duc d'Uzès lorsqu'il fut mortellement blessé, alors qu'il marchait au sol, au camp d'aviation de Villacoublay par l'hélice de l'avion du pilote Chalandel. Décoré de la croix de guerre à titre posthume, ses obsèques eurent lieu le 24 juillet 1917.

##### XXesiècle
Par testament olographe en date du 1er août 1914, déposé chez Maître Ader, notaire à Paris, Pierre de Quinsonas a légué le château du Boullay-Thierry à l'armée française.
En octobre 1918, l'armée confia le château et son domaine au Comité américain pour les régions dévastées (CARD) fondé par les Américaines Ann Morgan et Ann Murray-Dike, qui venait en aide aux populations civiles de l'Aisne sinistrée. Le quartier général de l'association humanitaire se trouvait au château de Blérancourt. Pendant sept ans, de 1917 à 1924, 350 bénévoles américaines sillonnèrent la Picardie afin de secourir, ravitailler, aider les civils de toutes les manières possibles. Des dispensaires médicaux, des écoles, des écoles ménagères et des bibliothèques furent ouverts. Le château du Boullay-Thierry, qui présentait l'avantage d'être loin du front, fut utilisé par le CARD comme centre d'hébergement, école et dispensaire médical et accueillit 90 enfants ayant perdu un père ou une mère pendant la guerre,,.
L'école est dirigée par le sergent Charles A. Sloan, un journaliste américain qui servit dans la 35e division d'infanterie et combattit en Argonne et le directeur des études et Monsieur Gauthier. Des films muets et des photographies y furent réalisés en 1919 et 1920 pour témoigner des initiatives réalisées et obtenir des fonds, tout particulièrement à l'occasion d'une fête, le "May festival" qui a eu lieu au château du Boullay-Thierry le dimanche 18 mais 1919 en présence de la présidente du comité, Madame Dike, et de sa vice-présidente, Miss Morgan, où furent conviées de nombreuses personnalités, dont le préfet d'Eure-et-Loir : Henri Borromée, et son épouse, Monsieur Lapie, directeur de l'enseignement primaire au ministère de l'instruction publique, le commandant Welter, chef du cabinet du Président du Conseil, André Pallain, conseiller référendaire à la cour des comptes, M. et Mademoiselle Waddington, de Vert-en-Drouais, etc. et en présence d'un jazz band de l'armée américaine.
En 1920, il est décidé la vente du mobilier du château. Des annonces furent publiées dans plusieurs journaux français, mais aussi dans un journal américain : Chicago Tribune qui dans son édition du 9 novembre 1920 passe une annonce en anglais : "Sale by public auction strought Messrs. Herpeux notary and Auger clerk of the Court at Nogent-le-Roi, Château de Boullay Thierry..." Un catalogue de tous les objets vendus est édité. Les 14, 15, 21, 22, 28 et 29 novembre, 5, 6, 12 et 13 décembre 1920, le mobilier du château est vendu aux enchères sur place par les greffiers de paix de Nogent-le-Roi, l'annonce précise : « Très beau mobilier moderne et ancien, dont diverses pièces signées Jacob, Julienne, Roh, Mantel, Héricourt, faïences, porcelaines, tableaux, tapisseries, équipages, voitures et harnais ». On note dans la vente un coupé de chasse, un grand phaéton, un coupé Labourdette, huit fusils, quatre carabines, des sabres, des épées, des articles d'escrime, deux candélabres de Barbedienne, des flambeaux, un pupitre à musique, des tableaux, des dessins, une boîte en écaille Louis XVI, un pupitre écritoire marocain, une chambre complète en pitchpin, deux billards, etc..
Le 15 février 1921, le château et ses deux fermes, soit 328 hectares au total, sont à vendre sur surenchère du sixième au Palais de Justice de Dreux. La mise à prix est fixée à 700,100 francs.
Le château est acheté par Monsieur Dequeeker, un exploitant de mines du charbon du Nord, qui l'achète pour ses bois dont il avait besoin pour étayer ses mines.
En 1945, le château est acheté par Usinor qui y établit une colonie de vacances avec piscine, pour les enfants de ses employés de Denain (Nord) et de Montataire (Oise). Les écuries sont aménagées en dortoir et Usinor y installe un gardien, monsieur Leroux, qui vit avec son épouse dans une dépendance, et un jardinier qui y travaille à plein temps. En 1976, par exemple, ce sont 450 enfants sur trois sessions de trois semaines qui viennent l'été comme colons au Boullay-Thierry, mais à la suite des difficultés de l'industrie sidérurgique dans les années 1970 et au début des années 1980, la société réduit de façon drastique son personnel, l'aciérie de Denain qui avait compté jusqu'à 10 300 employés n'en a plus que 1 500, si bien qu'en février 1981, ayant beaucoup moins d'enfants d'employés à y envoyer, Usinor décide, après avoir envisagé de le transformer en maison de retraite, de vendre le château. La commune n'a pas les moyens financiers de l'acheter et ne saurait de toute façon pas quoi en faire.
En 1959, une pierre de 100 kilos provenant du château fut transférée au Canada pour être la première pierre d'une nouvelle aile de l'hôpital Jean Talon à Montréal.
Le château est aujourd'hui la propriété d'un particulier.

Château du Boullay-Thierry
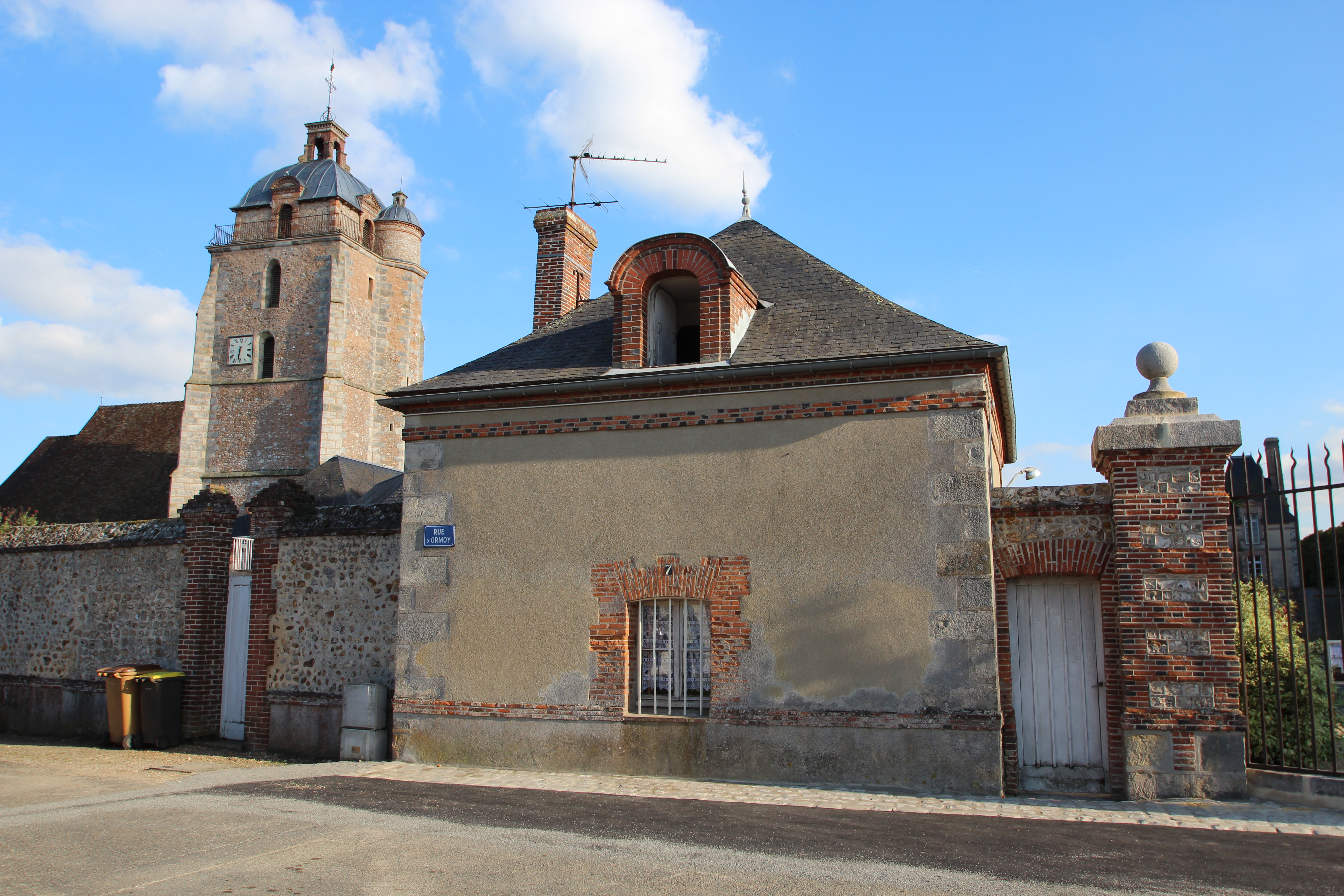
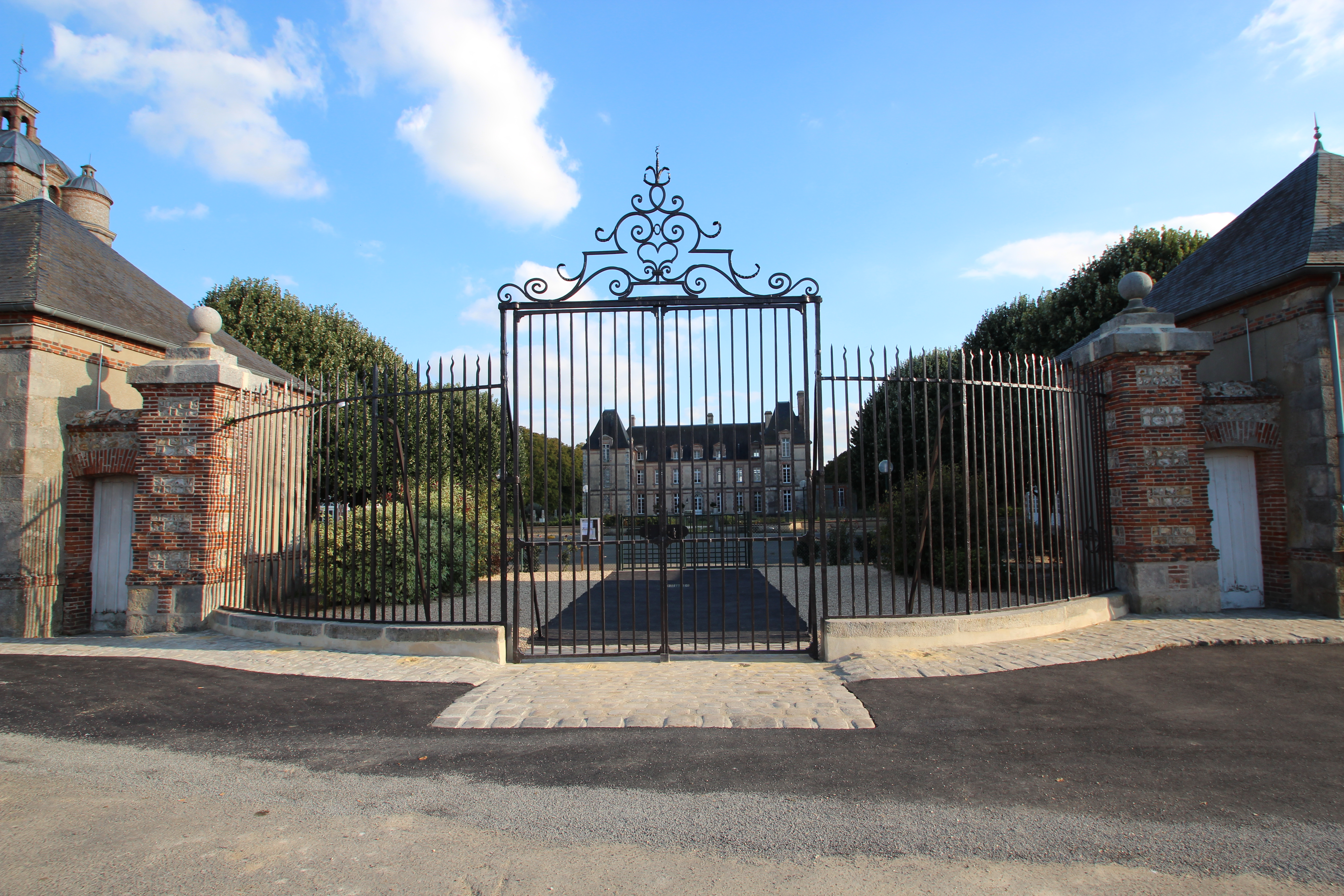
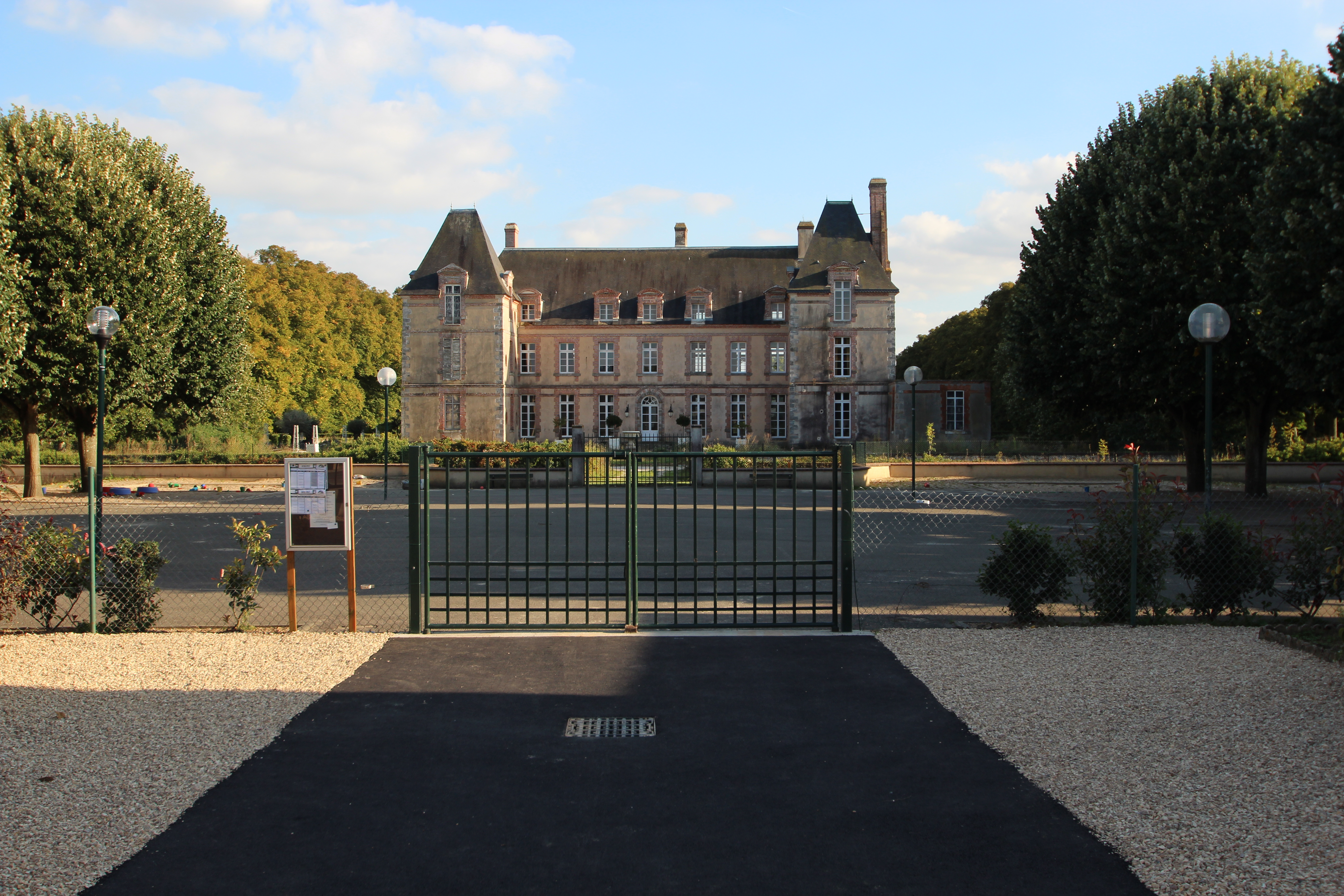
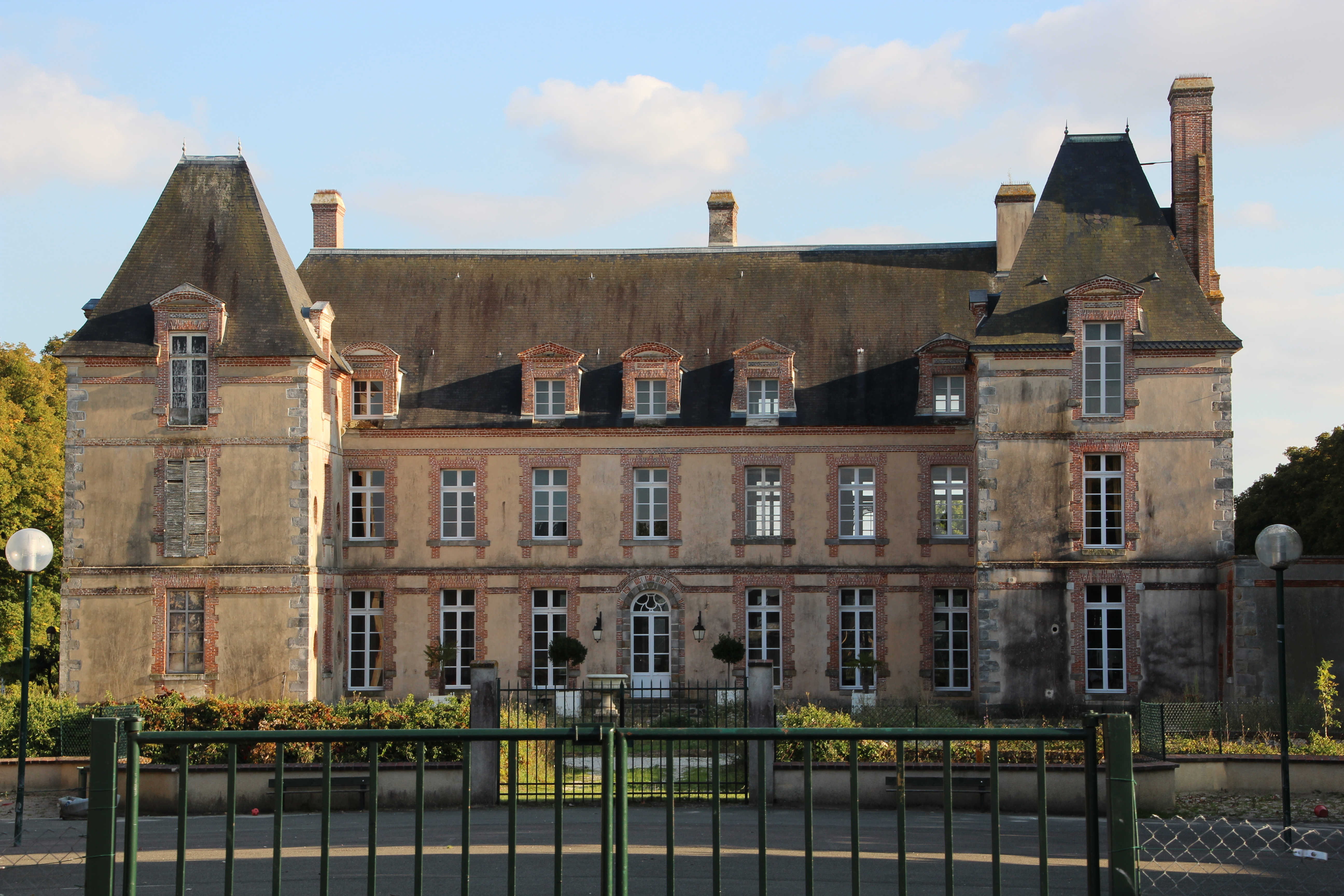
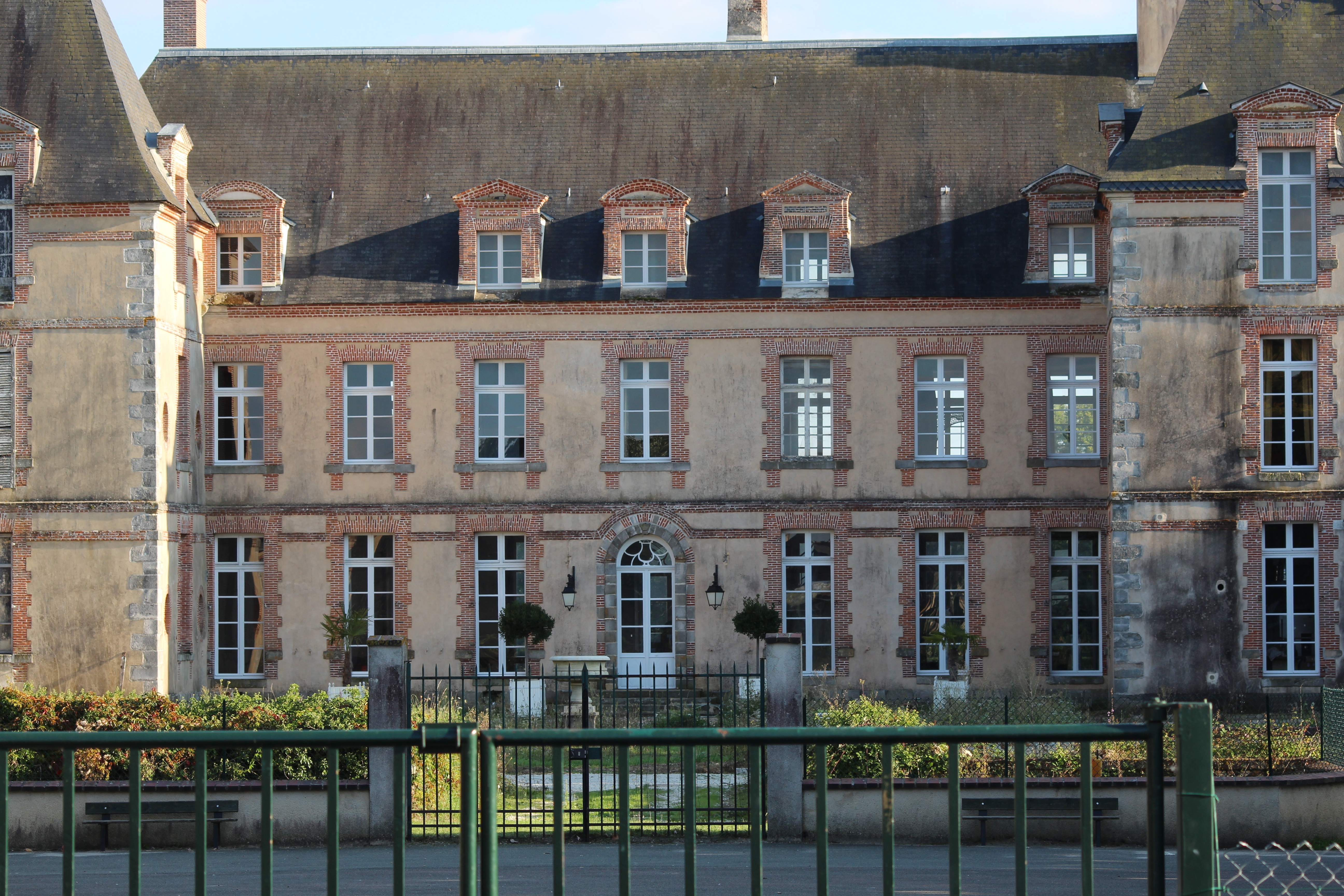

#### Autres lieux et monuments
- Le monument aux morts, placé devant le mur nord de l'église ;
- La mare ;
- Le cimetière.

Autres lieux et monuments
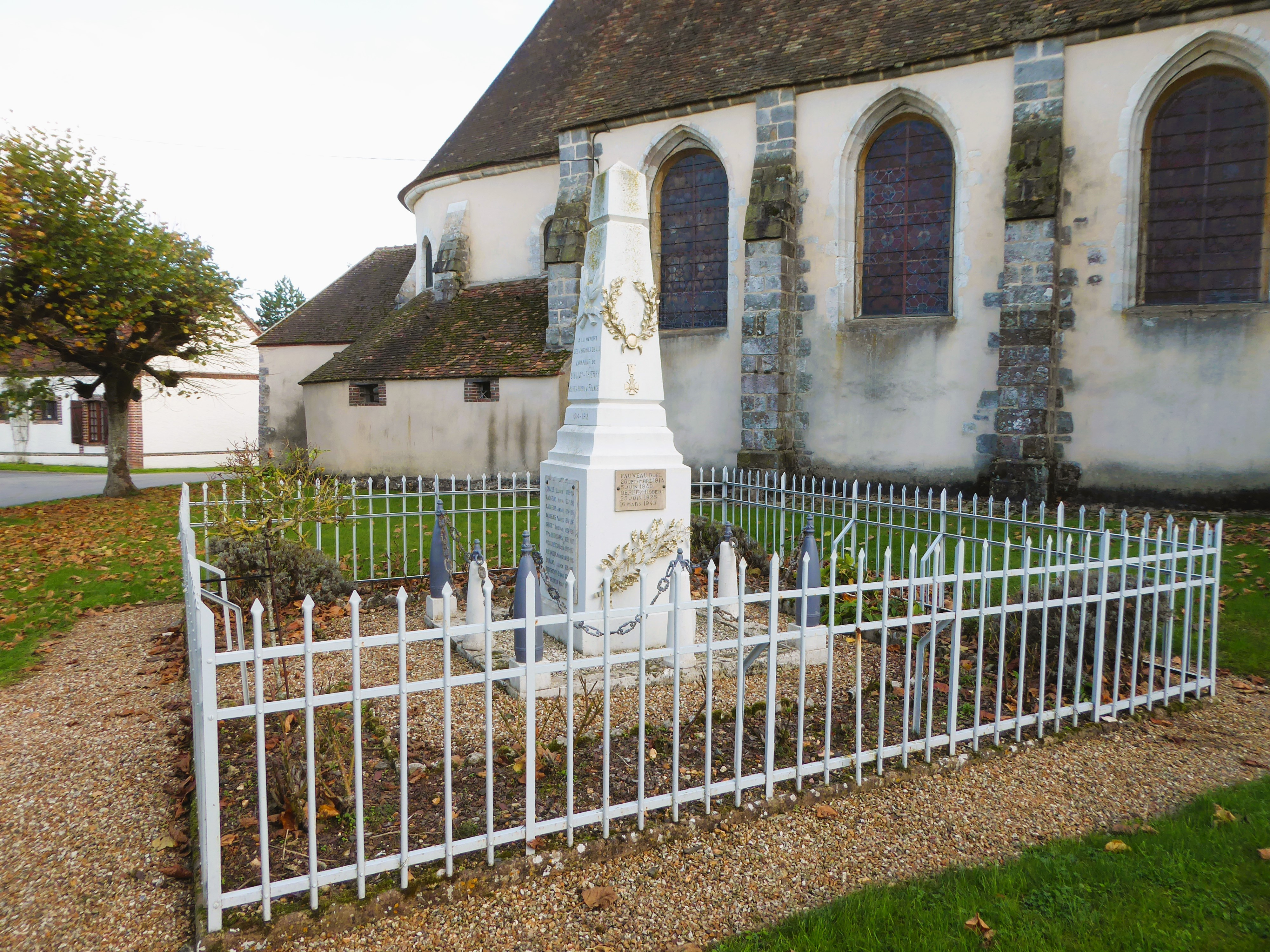
Le monument aux morts.
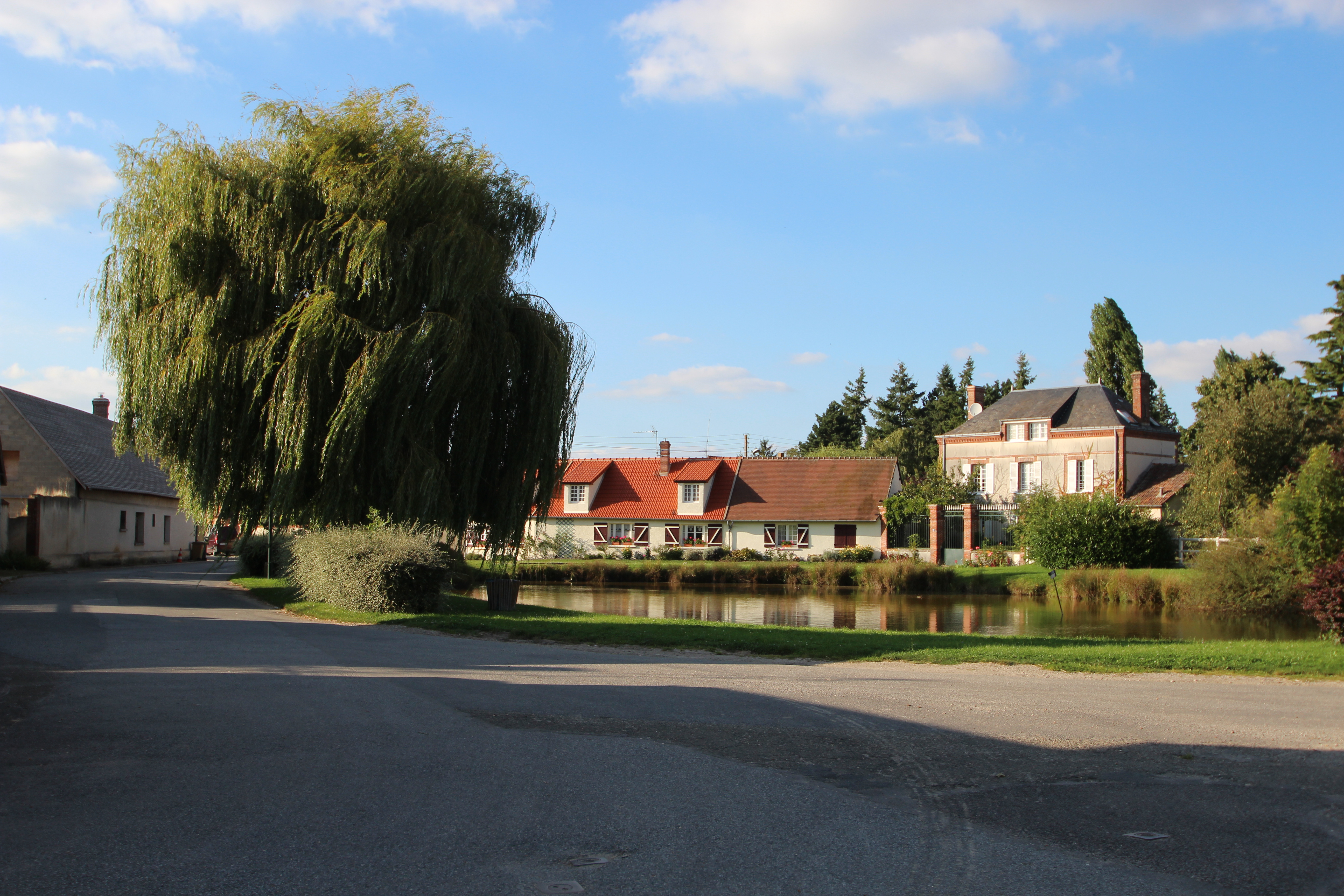
La mare, septembre 2014.
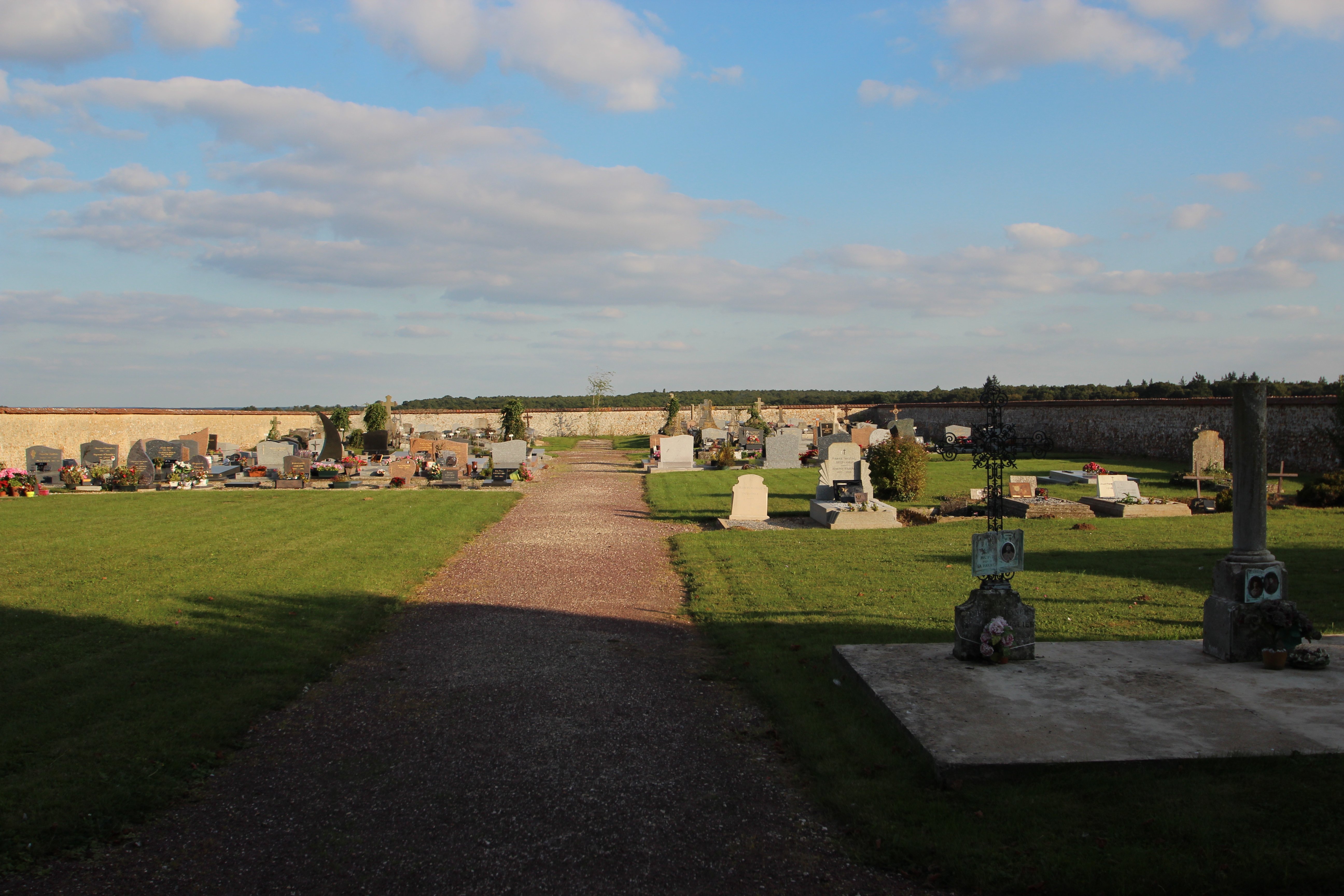
Le cimetière.

### Personnalités liées à la commune
- Guillaume Doyen (1729-1794), né le 17 janvier 1729 au Boullay-Thierry[51], feudiste, géographe, auteur d'une "Histoire de la Ville de Chartres, du Pays chartrain et de la Beauce" en deux volumes[52]. Il étudia la géométrie à l'âge de 10 ans, et à 15 ans fut employé par César-François Cassini pour établir la Carte de Cassini. Marié avec Marie Françoise Laplanche[53], il a eu neuf enfants, dont quatre lui survécurent. En 1785, il est nommé administrateur du bureau des pauvres de la ville de Chartres ;
- Rémy Claye (1735-1795), laboureur, fils du receveur et maître de poste du Boullay-Thierry, puis régisseur du château de Boullay-Thierry, Rémy Claye est élu député à l'Assemblée constituante de 1789, il est mort au Boullay-Thierry le 19 février 1795[54] ;
- Vincent Chevard (1748-1826), né le 3 février 1748 au Boullay-Thierry[55], fils de Pierre Chevard, jardinier au château du Boullay-Thierry et de Marguerite Angélique Houlbrac. Praticien, puis notaire à Chartres, de 1776 à 1801, il devient maire de Chartres en 1791 et 1792, puis de 1800 à 1802. Il est l'auteur d'une "Histoire de Chartres et de l'ancien Pays chartrain" en deux volumes[56]. Une rue de Chartres porte son nom. En 1776, il épouse Marie Madeleine Sainsot, fille d'un huissier à Verge de la cathédrale de Chartres. Son frère, Pierre Jacques Chevard, époux de Françoise Marie Houlet, est jardinier au château du Boullay-Thierry. Un autre de ses frères, Lubin Chevard, époux en premières noces de Louise Dablin et en secondes noces de Marie Jeanne Gascon, est boulanger au Boullay-Thierry. Son troisième frère, Louis Chevard, est charron au Boullay-Thierry[57] ;
- Antoine Omer Talon (1760-1811), chevalier, marquis de Boullay-Thierry, vicomte héréditaire de Nogent-le-Roi, conseiller au parlement de Paris, élu le 21 mars 1789 député suppléant de la noblesse par le bailliage de Chartres aux États généraux de 1789 ;
- Zoé Talon (1785-1852), comtesse Achille de Baschi du Cayla, fille du précédent, née dans la commune, dernière favorite, confidente et amie du roi Louis XVIII.